# Artur Carlos Gerhardt Santos
Arthur Carlos Gerhardt Santos (Vitória, 6 de outubro de 1928) é um engenheiro e empresário brasileiro.

## Biografia
Filho de Otaviano Santos e de Elsa Gerhardt Santos, filha, por sua vez, dum comerciante alemão. Seu pai, tabelião por profissão, foi, por diversas vezes, deputado estadual pelo Espírito Santo, líder do governo e prefeito de Domingos Martins.
Estudou no Colégio Americano e na Escola Politécnica do Rio de Janeiro, antigo Distrito Federal, pela qual se formou em engenharia civil. Fez ainda um curso de administração para projetos em Pittsburg, nos Estados Unidos.
Professor de mecânica de fluidos e chefe do Departamento de Hidráulica da Escola Politécnica do Espírito Santo em 1954, foi diretor da Divisão de Construção e Reconstrução do Departamento de Estradas de Rodagem (DER) de julho de 1961 a julho de 1962.
Secretário sem pasta para o Planejamento de Viação e Obras Públicas no Espírito Santo de fevereiro de 1966 a janeiro de 1967, durante os governos de Francisco Lacerda de Aguiar (1963-1966) e de Rubens Rangel (1966-1967), ao longo deste último ano desempenhou a função de diretor-presidente da Companhia de Desenvolvimento Econômico do Espírito Santo (Codes), atual Banco de Desenvolvimento Econômico do Espírito Santo (Bandes). Durante o ano de 1969 exerceu o cargo de diretor-presidente da Associação Brasileira de Bancos de Desenvolvimento (ABDE).
Foi governador do Espírito Santo, de 15 de março de 1971 a 15 de março de 1975.
A partir de 1976 passou a dedicar-se a atividades particulares, afastando-se da política partidária. Em janeiro de 1993 tornou-se diretor-presidente da Companhia de Desenvolvimento de Vitória (CDV), permanecendo na função até setembro de 1994.
Casou-se com Maria Clementina Veloso Santos, com quem teve quatro filhos.

## Entrevistas

### Museu da Pessoa
Em 2003, Gerhardt forneceu uma entrevista ao Museu da Pessoa , onde é perguntado se sua família forneceu um incentivo para seguir uma determinada profissão. Além disso, nesse trecho ele também descreve sobre uma doença que acometeu sua vida por muitos anos e como isso foi um incetivo para ler e estudar muito durante esse período conturbado.
"Não, minha mãe mexia muito comigo quando eu resolvi estudar engenharia, porque quando eu era menor eu queria ser bombeiro de apagar fogo. Eu sempre tive uma vocação para fogo, não para incendiar, mas para apagar fogo. Não teve incentivo nenhum, mas aconteceu uma coisa que me marcou muito obviamente: eu tinha 14 anos quando eu tive uma osteomielite gerada por um micróbio violento que é o stafilococcus Aureus, então dos 14 anos até eu já na escola de engenharia com 21 anos eu fui operado todo ano. Todo fim de ano tinha uma operação para fazer, era um negócio muito doloroso e que me obrigava a ficar parado. Os períodos que eu estava operado eu ficava lendo, estudando. Este é um componente que eu não posso largar da minha formação. Isso me obrigava, naquele tempo não tinha televisão, você não podia ir ao cinema, nem nada, tinha que ficar lendo mesmo. Foi um período que eu li muito. Depois no Rio estudando muito também. Foi isso."— Arthur Carlos Gerhardt Santos Em entrevista ao Museu da Pessoa